# Trajectòria circumlunar

La trajectòria que va seguir l'Apollo 13

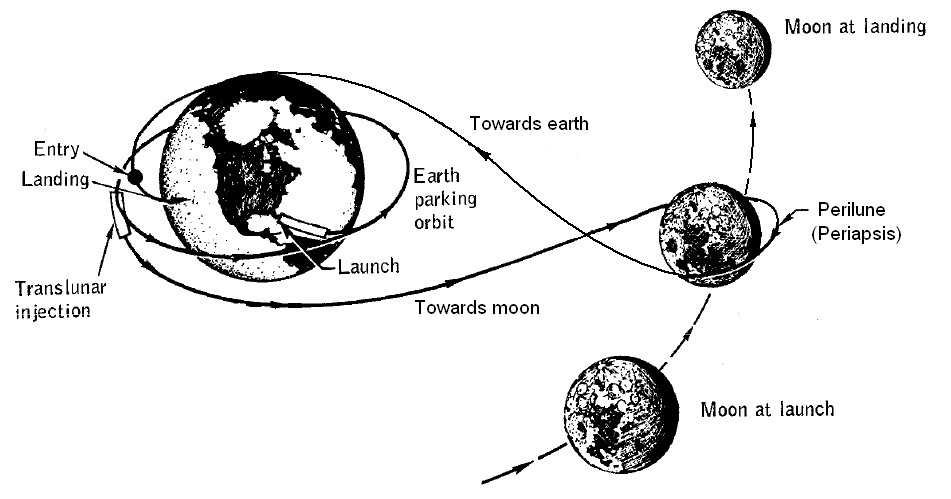
Croquis d'una trajectòria circumlunar de retorn lliure (no a escala).

Una trajectòria circumlunar, trajectòria trans-lunar o de tornada lliure lunar és un tipus de trajectòria de tornada lliure que pren una nau espacial de la Terra, al voltant de la cara oculta de la Lluna, i de retorn a la Terra usant només la gravetat una vegada que s'estableix la trajectòria inicial.

## Fons
La primera nau espacial que va volar una trajectòria circumlunar va ser Luna 3. Les trajectòries circumlunars també van ser utilitzades per les missions d'Apollo abans de la inserció lunar de l'òrbita, per proporcionar una tornada lliure a la terra en cas d'un mal funcionament del sistema de propulsió en el camí a la Lluna. Això es va usar en l'Apollo 13, quan un trencament del tanc d'oxigen va requerir tornar a la Terra sense engegar el motor del Mòdul de Servei, encara que una sèrie de correccions de curs usant el motor de descens del Mòdul Lunar van ser requerits per mantenir aquesta trajectòria.
També es van proposar diverses missions tripulades per conduir intencionalment vols aeris circumlunars, inclòs el programa soviètic Soiuz 7K-L1 o Zond, i diverses propostes dels Estats Units, incloent Gemini-Centaur i una proposta d'Apollo primerenca